# Carlos del Cerro Grande
Carlos del Cerro Grande (Alcalá de Henares, 13 marzo 1976) è un ex arbitro di calcio spagnolo.

## Carriera
Nel 2011 viene promosso ad arbitro de La Liga, il massimo campionato di calcio spagnolo. Il 1º gennaio 2013 viene inserito nelle liste FIFA. Il 21 aprile 2021 viene selezionato ufficialmente dalla UEFA per il campionato d'Europa 2020, posticipato a causa della pandemia di COVID-19. Qui svolge il ruolo di quarto ufficiale nella finale tra Italia e Inghilterra, vinta 4-3 dagli azzurri ai tiri di rigore. Il 19 aprile 2023 dirige Inter-Benfica, gara dei quarti di finale di ritorno di Champions League, terminata 3-3 e con il passaggio dei nerazzurri in semifinale. Il 22 maggio 2023 viene designato per dirigere la finale di Conference League tra Fiorentina e West Ham Utd. Nell'estate 2023 comunica il ritiro dal calcio come arbitro effettivo, ma decide di rimanere tra gli arbitri spagnoli e della UEFA come addetto VAR.